# بورلینگتون (کانزاس)
بورلینگتون (به انگلیسی: Burlington) شهری در ایالت کانزاس کشور ایالات متحده آمریکا است که جمعیت آن در سرشماری سال ۲۰۱۰ میلادی، ۲٬۶۷۴ نفر بوده‌است.